# Controvérsias envolvendo a psiquiatria

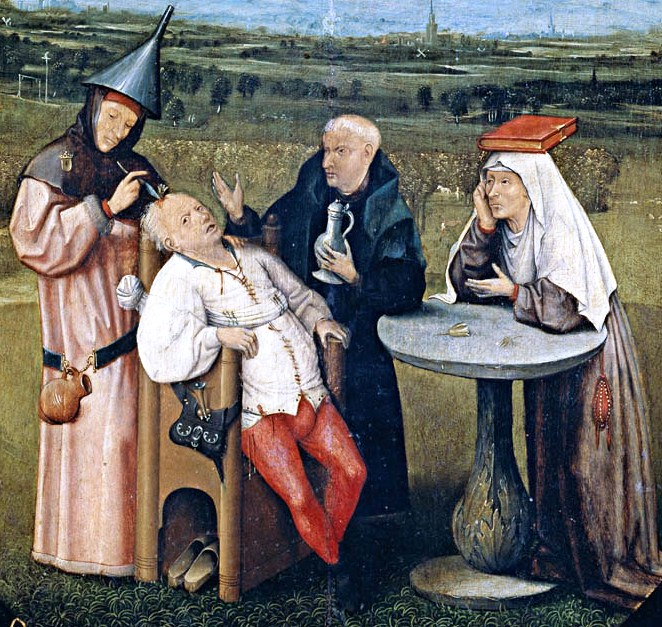
"A Extração da Pedra da Loucura", de Hieronymus Bosch. Arte feita entre 1488 e 1516

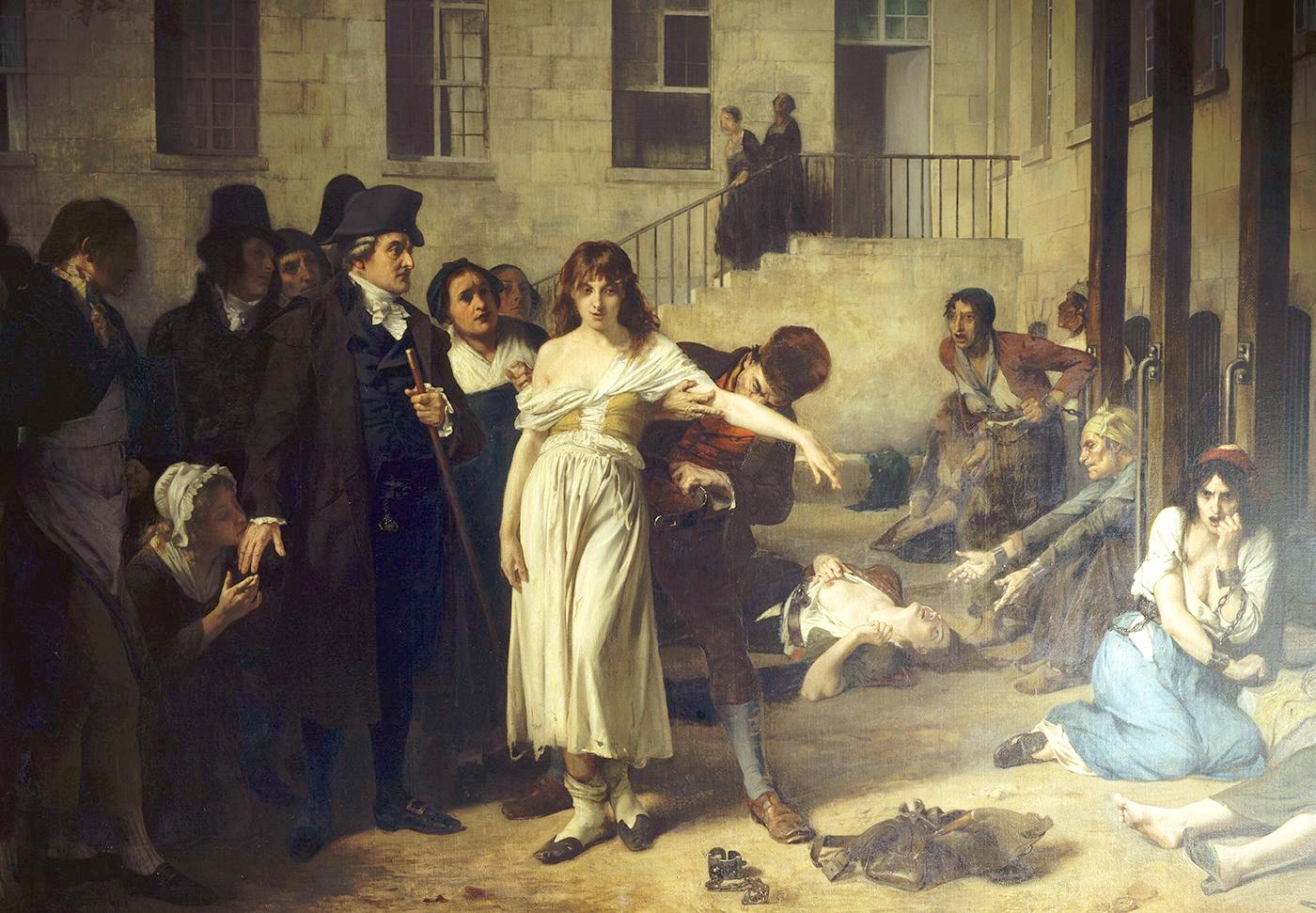
Libertando os loucos das correntes. Pinel, médecin en chef de la Salpêtrière en 1795, por Tony Robert-Fleury

Desde que a psiquiatria existiu, ela foi objeto de controvérsia. Tratamentos psiquiátricos, algumas vezes, são vistos em última análise como mais prejudiciais do que úteis para os pacientes. A psiquiatria atual baseada em evidências científicas é legitimada e considerada em seu objetivo uma prática médica benigna, mas às vezes é vista por alguns como um instrumento coercitivo de opressão. Ela já foi criticada, dentre outros motivos, como envolvendo uma relação de poder desigual entre médico e paciente; que o processo diagnóstico seria subjetivo, deixando espaço demasiado para opiniões e interpretações; e que sua prática estaria sujeita a abusos através de alienação social, medicalização e medicamentalização excessiva.
A história da psiquiatria envolve o que alguns consideram ser tratamentos perigosos. Terapia eletroconvulsiva é um deles, que foi amplamente usado entre as décadas de 1930 e 1960 de forma agressiva, e é ainda utilizada hoje, porém com maior segurança, menos intensidade e visando a nenhum dano (primum non nocere). O procedimento de cirurgia cerebral para fins psiquiátricos é outra prática que acabou sendo vista como muito invasiva e brutal, mas atualmente há critérios bioéticos e protocolos rígidos para a garantia de segurança em psicocirurgia. O uso prolongado de medicações psiquiátricas modernas também já foi criticado, tanto em relação a prescrições nocivas quanto a interesses farmacêuticos de mercado.
Já no século XVIII, autoridades médicas na Europa consideravam os doentes mentais como lunáticos, de forma que para alguns considerados incuráveis o único "tratamento" consistia de isolamento da sociedade; houve relatos de métodos agressivos, incluindo castigos físicos. Exemplos notórios ocorreram na Inglaterra, com o hospício Bedlam, em que internados eram submetidos a restrição de dieta, banhos frios, purgantes, além de exposições como zoológico humano; e as chamadas "madhouses", locais particulares convertidos em manicômios rentáveis em meio a demanda, servindo àqueles de condição financeira abastada como asilos de refúgio, enquanto os mais pobres chegavam a ser encarcerados em celas insalubres e sofriam maus tratos - já na época foram levantadas denúncias quanto a esse tipo de confinamento, e apenas com o Lunacy Act de 1845 foram lá consideradas as pessoas doentes como necessitando de tratamento. Novas propostas iluministas para uma psiquiatria moderna surgiram no início do século XIX, o que foi marcante no hospital Bicêtre em Paris, com Jean-Baptiste Pussin, Marguerite Jubline e Philippe Pinel, que libertaram cativos de correntes e consideraram os doentes mentais como indivíduos necessitando de condições sociais humanas e afeto (tratamento moral), prática que se difundiu na fundação de novos hospitais e levou a uma das primeiras reformas psiquiátricas institucionais, dentre pioneiros em outros países. Críticas à especialidade, como a antipsiquiatria, e buscas de humanização do tratamento levaram a reformas, como o movimento antimanicomial no Brasil, por exemplo, destacando-se, dentre os pioneiros, a atuação de Nise da Silveira.

## Contexto
Frequentemente, as instituições têm muito poder e as preocupações dos pacientes ou de seus parentes são ignoradas Enfermeiros psiquiátricos impõem decisões, relutam em compartilhar informações e sentem que sabem melhor. Apenas uma minoria da equipe envolve os pacientes na tomada de decisões. A capacitação do cliente pode melhorar o desequilíbrio de poder. Pacientes psiquiatricamente doentes correm o risco de abuso e discriminação no sistema de saúde mental e também no setor de cuidados primários. São necessários estudos para determinar se o desequilíbrio de poder leva ao abuso. Algum grau de desequilíbrio de poder parece inevitável, uma vez que alguns pacientes não têm capacidade de tomada de decisão, mas mesmo assim os pacientes se beneficiam de serem imputados dentro de seus limites. Equipes multidisciplinares beneficiam os pacientes na medida em que profissionais com uma variedade de especialidades diferentes estão cuidando deles. Também há um problema porque os pacientes que reclamam da maneira como são tratados enfrentam um grupo, e não um indivíduo que se opõe a eles.
Desde 1960, houve muitos desafios ao próprio conceito de doença mental. Thomas Szasz é um controverso expoente da antipsiquiatria que escreveu O Mito da Doença Mental (1960), que dizia que as doenças mentais não são reais no sentido de que os cânceres são reais, e que não seriam objetivamente diagnosticáveis e detectáveis em exames. Sociólogos como Erving Goffman e Thomas Scheff disseram que a doença mental era apenas outro exemplo de como a sociedade rotula e controla os não-conformistas; psicólogos comportamentais desafiaram a confiança fundamental da psiquiatria em fenômenos inobserváveis; e ativistas dos direitos gays criticaram a listagem da Associação Americana de Psiquiatria da homossexualidade como um transtorno mental. Um estudo amplamente divulgado pelo Experimento de Rosenhan na Science foi visto como um ataque à eficácia do diagnóstico psiquiátrico:
Eles sugeriram que os conceitos centrais da psiquiatria são mitos, que a relação da psiquiatria com a ciência médica tinha apenas conexões históricas, que a psiquiatria era mais apropriadamente caracterizada como um vasto sistema de gestão social coercitiva e que seus métodos de prática paradigmática (a cura pela fala e o confinamento psiquiátrico) eram ineficazes ou piores.

## Medicalização
Por muitos anos, alguns psiquiatras (como David Rosenhan, Peter Breggin, Paula Caplan, Thomas Szasz) e críticos externos (como Stuart A. Kirk) têm "acusado a psiquiatria de se envolver na medicalização sistemática da normalidade". Mais recentemente, essas preocupações vieram de pessoas de dentro que trabalharam e promoveram a APA (por exemplo, Robert Spitzer, Allen Frances).:185
Medicalização é o processo pelo qual as condições e problemas humanos passam a ser definidos e tratados como condições médicas e, portanto, tornam-se objeto de estudo médico, diagnóstico, ou tratamento. A medicalização pode ser motivada por novas evidências ou hipóteses sobre as condições; mudando atitudes sociais ou considerações econômicas; ou pelo desenvolvimento de novos medicamentos ou terapias. O conceito de medicalização foi criado por sociólogos para explicar como o conhecimento médico é aplicado a comportamentos que não são evidentemente médicos ou biológicos. O termo medicalização entrou na literatura da sociologia nos anos 1970 nas obras de Irving Zola, Peter Conrad e Thomas Szasz, entre outros. Esses sociólogos viam a medicalização como uma forma de controle social em que a autoridade médica se expandia para os domínios da existência cotidiana e rejeitavam a medicalização em nome da libertação. Essa crítica foi incorporada em trabalhos como "A descoberta da hipercinesia: notas sobre a medicalização do desvio" de Conrad, publicado em 1973 (hipercinesia foi o termo então usado para descrever o que poderíamos agora chamar de TDAH). Esses sociólogos não acreditavam que a medicalização fosse um fenômeno novo, argumentando que as autoridades médicas sempre se preocuparam com o comportamento social e tradicionalmente funcionaram como agentes de controle social (Foucault, 1965; Szasz, 1970; Rosen). No entanto, esses autores entendiam que a tecnologia cada vez mais sofisticada ampliava o alcance potencial da medicalização como forma de controle social, especialmente em termos de "psicotecnologia" (Chorover, 1973). No livro de 1975 Limits to medicine: Medical nemesis (1975), Ivan Illich apresentou um dos primeiros usos do termo "medicalização". Illich, um filósofo, argumentou que a profissão médica prejudica as pessoas por meio da iatrogenia, um processo no qual as doenças e os problemas sociais aumentam devido à intervenção médica.
Alguns argumentam que, na prática, o processo de medicalização tende a despojar os sujeitos de seu contexto social, de modo que eles passam a ser entendidos em termos da ideologia biomédica prevalecente, resultando em um desprezo por causas sociais abrangentes, como distribuição desigual de poder e recursos. Marxistas como Vicente Navarro (1980) ligaram a medicalização a uma sociedade capitalista opressora. Eles argumentaram que a medicina disfarçava as causas subjacentes das doenças, como desigualdade social e pobreza, e em vez disso apresentava a saúde como uma questão individual. Outros examinaram o poder e o prestígio da profissão médica, incluindo o uso de terminologia para mistificar e de regras profissionais para excluir ou subordinar terceiros. Uma série de publicações da Mens Sana Monographs enfocou a medicina como uma empresa capitalista corporativa.

### Órfãos Duplessis
Entre 1945 e 1960, o governo federal canadense pagava US$1,25 centavos por dia por órfão para orfanatos, enquanto hospitais psiquiátricos recebiam US$2,75 por dia, por paciente. Supostamente, mais de 5000 crianças órfãs foram falsamente certificadas como doentes mentais, de modo que o governo da província de Quebec pôde lucrar por falso diagnóstico.

## Abuso político
Psiquiatras estiveram envolvidos em abuso dos direitos humanos em estados em todo o mundo quando as definições de doença mental foram expandidas para incluir desobediência política. Hoje em dia, em muitos países, os presos políticos às vezes são confinados e abusados em instituições mentais. O confinamento psiquiátrico de pessoas sãs é uma forma particularmente perniciosa de repressão.
A psiquiatria possui uma capacidade interna de abuso maior do que em outras áreas da medicina. O diagnóstico de doença mental permite que o estado mantenha as pessoas contra sua vontade e insista na terapia em seu interesse e nos interesses mais amplos da sociedade. Além disso, receber um diagnóstico psiquiátrico pode ser considerado opressivo.:94 Em um estado monolítico, a psiquiatria pode ser usada para contornar os procedimentos legais padrão para estabelecer culpa ou inocência e permitir o encarceramento político sem o ódio comum vinculado a tais julgamentos políticos. A utilização de hospitais em vez de prisões impede as vítimas de receberem assistência jurídica perante os tribunais, torna possível o encarceramento por tempo indeterminado, desacredita os indivíduos e suas ideias.:29 Dessa forma, sempre que julgamentos abertos são indesejáveis, eles são evitados.:29
Exemplos de abuso político do poder, confiado a médicos e particularmente psiquiatras, são abundantes na história e vistos durante a era nazista e o governo soviético, quando dissidentes políticos foram rotulados como "doentes mentais" e submetidos a "tratamentos" desumanos.. No período de 1960 a 1986, o abuso da psiquiatria para fins políticos foi relatado como sendo sistemático na União Soviética e ocasional em outros países da Europa Oriental, comoRomênia, Hungria, Tchecoslováquia e Iugoslávia. A prática de encarceramento de dissidentes políticos em hospitais psiquiátricos na Europa Oriental e na ex-URSS prejudicou a credibilidade da prática psiquiátrica nesses estados e acarretou forte condenação da comunidade internacional. Abuso político da psiquiatria também ocorre na República Popular da China e Rússia. Os diagnósticos psiquiátricos, como o diagnóstico de "esquizofrenia lenta" em dissidentes políticos na URSS, foram usados para fins políticos.:77
No Brasil, o Hospital Colônia de Barbacena, onde ocorreu o episódio chamado de Holocausto Brasileiro, foi utilizado para internação de militantes políticos, além de pessoas socialmente excluídas, como homossexuais, mães solteiras, pobres, negros e índios.

## Tratamentos
À época de suas elaborações, diversas terapias psiquiátricas foram legitimadas, porém indiscriminadamente aplicadas algumas vezes sob o que foi denunciado como sendo formas agressivas, organicistas e forçadas, comparáveis a torturas. Com o desenvolvimento da neurologia, o fisicalismo tomou espaço na psiquiatria em meados do século XX, considerando as doenças psiquiátricas como produtos do cérebro e reduzindo-as como tratáveis por intervenções diretamente cerebrais, em detrimento da consideração psíquica e social na terapia. Na década de 70, o livro One Flew Over the Cuckoo's Nest (adaptado posteriormente em um filme de mesmo nome, em português Um Estranho no Ninho ou Voando sobre um Ninho de Cucos) é um exemplo de denúncia a práticas como terapias de choque e ao autoritarismo nos ambientes psiquiátricos americanos. Atualmente com a bioética, medicina baseada em evidências, o modelo biopsicossocial e comitês para avaliação, abusos da prática médica vêm sendo diminuídos.

### Terapia de choque insulínico
A terapia por choque com insulina era uma forma de terapia psiquiátrica em que os pacientes eram repetidamente injetados com grandes doses de insulina a fim de produzir coma diário durante várias semanas. Foi introduzida em 1927 pelo psiquiatra austríaco-americano Manfred Sakel e usado extensivamente nas décadas de 1940 e 1950

### Terapia eletroconvulsiva
A terapia eletroconvulsiva (ECT) é uma terapia que o movimento antipsiquiatria quis eliminar. Seus argumentos são que a ECT danifica o cérebro e foi usada como punição ou como uma ameaça para manter os pacientes "na linha". Desde então, a ECT melhorou consideravelmente, e é realizada sob anestesia geral em um ambiente supervisionado por um médico.
O Instituto Nacional de Excelência em Saúde e Assistência recomenda a ECT para o tratamento de curto prazo da depressão grave resistente à terapia e desaconselha seu uso na esquizofrenia. De acordo com a Rede Canadense de Tratamentos de Humor e Ansiedade, a ECT é mais eficaz para a terapia de pessoas deprimidas do que os antidepressivos, com uma taxa de resposta de 90% no tratamento de primeira linha e 50-60% em pacientes resistentes ao tratamento. Por outro lado, uma revisão da literatura de 2010 concluiu que a ECT teve benefícios mínimos para pessoas com depressão e esquizofrenia.
Os efeitos colaterais mais comuns incluem dor de cabeça, dor muscular, confusão e perda temporária de memória recente. Há fortes evidências de que a ECT causa danos estruturais ao cérebro, observáveis na RNM, embora não esteja claro se essas alterações refletem uma recuperação da depressão. Antes dessas técnicas avançadas de imagem cerebral, alguns pesquisadores diziam que a ECT não causa danos físicos. A observação na ressonância magnética de lesões objetivas no cérebro é consistente com pesquisas sobre deficiências cognitivas.

### Terapia farmacológica
Há quem critique a eficiência de medicamentos e seu benefício, tendo em vista efeitos colaterais, por exemplo o uso prolongado de medicamentos antipsicóticos que pode levar a uma diminuição de volume cerebral.

### Terapia do sono profundo
O polêmico psiquiatra australiano Harry Bailey tentou tratar pacientes mentais por meio de terapia de sono profundo e outros métodos no Chelmsford Private Hospital, um hospital psiquiátrico de Sydney. Ele foi relacionado à morte de 85 pacientes, incluindo 19 que cometeram suicídio.
O escândalo resultante estourou no início dos anos 1980, após dois programas do 60 Minutes em 1980 e 1982, e fechou completamente o Chelmsford. Em 1985, "a máquina de investigação legal e médica finalmente coordenou suas ações e Bailey enfrentava um processo de internação pela morte de Miriam Podio em 1977". A Comissão Real de Chelmsford sob o governo Greiner de 1988 a 1990, chefiada pelo juiz John Slattery da Suprema Corte de New South Wales, produziu conclusões sobre o programa de tratamento de Chelmsford que chegaram a doze volumes e descreveu condições deploráveis, fraude, má conduta e negligência médica. Bailey suicidou-se ingerindo barbitúricos em Mount White.

### Psicocirurgia
Em meio ao fisicalismo, neurocirurgiões difundiram o tratamento psiquiátrico através de psicocirurgias, principalmente a prática de lobotomia, destacando-se os americanos Walter Freeman e James Winston Watts, e o médico português Egas Moniz, o que lhe valeu o prêmio Nobel de Medicina em 1949. No entanto, houve casos em que era feita contra a vontade do paciente, em exemplo de relato por Nise da Silveira. Com a revolução psicofarmacológica da década de 50, a necessidade e número de psicocirurgias diminuiu, mas a crítica se deslocou aos medicamentos, e o primeiro antipsicótico comercializado, a clorpromazina, divulgada como uma "lobotomia química", levou a uma queda das realizações cirúrgicas, junto com a crescente impressão negativa do público às lobotomias. Atualmente, esse tipo de procedimento é realizado segundo padrões rígidos com protocolos, consentimento do paciente e avaliação de necessidade.

## Marketing de medicamentos antipsicóticos
A psiquiatria se beneficiou muito com os avanços na farmacoterapia.:110–112 No entanto, a estreita relação entre aqueles que prescrevem medicamentos psiquiátricos e empresas farmacêuticas, com o risco de um conflito de interesses, também é uma fonte de preocupação. Esse marketing da indústria farmacêutica tem influência na prática dos psiquiatras, o que afeta a prescrição. A psiquiatria infantil é uma das áreas em que a prescrição cresceu enormemente. No passado, era raro, mas hoje em dia os psiquiatras infantis prescrevem regularmente medicamentos psicotrópicas para crianças, por exemplo, Ritalina.:110–112
Joanna Moncrieff argumentou que o tratamento com medicamentos antipsicóticos costuma ser realizado como um meio de controle, e não para tratar sintomas específicos experimentados pelo paciente. Moncreiff argumentou ainda, no controverso e não revisado jornal Medical Hypotheses, que a evidência para antipsicóticos de estudos de recidiva de descontinuação pode ser falha, porque eles não levam em consideração que os antipsicóticos podem sensibilizar o cérebro e provocar psicose se interrompidos, o que pode então ser interpretado erroneamente como uma recidiva da condição original.
O uso dessa classe de medicamentos tem um histórico de críticas na assistência residencial. Como os medicamentos usados podem deixar os pacientes mais calmos e complacentes, os críticos afirmam que os medicamentos podem ser usados em excesso. Os médicos externos podem se sentir pressionados pela equipe da casa de saúde. Em uma revisão oficial encomendada por ministros do governo do Reino Unido, foi relatado que o uso desnecessário de medicamentos antipsicóticos no tratamento da demência era generalizado e estava relacionado a 1.800 mortes por ano. Nos Estados Unidos, o governo iniciou uma ação legal contra a empresa farmacêutica Johnson & Johnson por supostamente pagar propinas à Omnicare para promover seu antipsicótico risperidona (Risperdal) em lares de idosos.
Também tem havido controvérsia sobre o papel das empresas farmacêuticas no marketing e promoção de antipsicóticos, incluindo alegações de minimizar ou encobrir efeitos adversos, expandir o número de doenças ou promover ilegalmente o uso off-label; influenciando testes de medicamentos (ou sua publicação) para tentar mostrar que os atípicos mais novos, caros e lucrativos, eram superiores aos típicos mais baratos e mais antigos que estavam fora de patente. Após acusações de marketing ilegal, acordos por duas grandes empresas farmacêuticas nos Estados Unidos estabeleceram recordes para as maiores multas criminais já impostas a empresas. Um caso envolveu o antipsicótico Zyprexa da Eli Lilly and Company e o outro envolveu o Bextra. No caso Bextra, o governo também acusou a Pfizer de comercializar ilegalmente outro antipsicótico, o Geodon. Além disso, a Astrazeneca enfrenta vários processos por danos pessoais de ex-usuários do Seroquel (quetiapina), em meio a investigações federais de suas práticas de marketing. Ao expandir as condições para as quais foram indicados, o Seroquel da Astrazeneca e o Zyprexa da Eli Lilly se tornaram os antipsicóticos mais vendidos em 2008, com vendas globais de $ 5,5 bilhões e $ 5,4 bilhões, respectivamente.
O professor de medicina de Harvard, Joseph Biederman, conduziu uma pesquisa sobre transtorno bipolar em crianças que levou a um aumento desses diagnósticos. Uma investigação do Senado de 2008 descobriu que Biederman também recebeu US $ 1,6 milhão em taxas de palestras e consultoria entre 2000 e 2007 - algumas delas não reveladas a Harvard - de empresas, incluindo fabricantes de medicamentos antipsicóticos prescritos para crianças com transtorno bipolar. A Johnson & Johnson deu mais de US $ 700.000 a um centro de pesquisa que foi chefiado por Biederman de 2002 a 2005, onde a pesquisa foi conduzida, em parte, sobre Risperdal, o medicamento antipsicótico da empresa. Biederman respondeu dizendo que o dinheiro não o influenciou e que ele não promoveu um diagnóstico específico ou terapia.
Em 2004, o participante de pesquisa da Universidade de Minnesota Dan Markingson cometeu suicídio enquanto estava inscrito em um estudo farmacêutico patrocinado pela indústria comparando três antipsicóticos atípicos aprovados pela FDA: Seroquel (quetiapina), Zyprexa (olanzapina) e Risperdal (risperidona). Escrevendo sobre as circunstâncias que envolveram a morte de Markingson no estudo, que foi projetado e financiado pelo fabricante da Seroquel AstraZeneca, o professor de bioética da Universidade de Minnesota Carl Elliott observou que Markingson foi inscrito no estudo contra a vontade de sua mãe, Mary Weiss, e que ele foi forçado a escolher entre se inscrever no estudo ou ser internado involuntariamente em uma instituição mental do estado. Investigações posteriores revelaram laços financeiros com a AstraZeneca pelo psiquiatra da Markingson, Dr. Stephen C. Olson, omissões e preconceitos no desenho do estudo da AstraZeneca e a inadequação das proteções do Institutional Review Board (IRB) da universidade para os sujeitos da pesquisa. Uma investigação da FDA em 2005 liberou a universidade. No entanto, a controvérsia em torno do caso continuou. Mother Jones resultou no envio de uma carta pública ao Conselho de Regentes da universidade por um grupo de membros do corpo docente da universidade, pedindo uma investigação externa sobre a morte de Markingson.
Empresas farmacêuticas também foram acusadas de tentar definir a agenda de saúde mental por meio de atividades como o financiamento de grupos de defesa do consumidor.
Em um esforço para reduzir o potencial de conflitos de interesses ocultos entre pesquisadores e empresas farmacêuticas, o governo dos Estados Unidos emitiu um mandato em 2012 exigindo que os fabricantes de medicamentos que recebiam fundos nos programas Medicare e Medicaid coletassem dados e tornassem públicos todos os presentes para médicos hospitais.

## Nosologia e diagnóstico
Há críticos quanto à subjetividade e falta de especificidade no diagnóstico de transtornos psiquiátricos, por exemplo a validade, heterogeneidade e sobreposição de sintomas na classificação dos modelos atuais do DSM-V e CID. Em 2013, o psiquiatra Allen Frances disse que "o diagnóstico psiquiátrico ainda depende exclusivamente de julgamentos subjetivos falíveis em vez de testes biológicos objetivos". Alguns fenômenos patológicos já foram criticados como sem evidências para classificação ou ligados a fatores culturais, como o transtorno de identidade dissociativa (anteriormente popularizado como "transtorno de personalidade múltipla"), por exemplo, que alguns proponentes alegaram ser condicionado por exposições inverídicas na mídia que levariam a comportamentos fantasiosos específicos e sobrediagnóstico entre indivíduos de cultura norte-americana. O reconhecimento de condições específicas a culturas (síndrome cultural) como objeto de estudo e a análise de fatores sociais levaram ao desenvolvimento da psiquiatria transcultural.

### TDAH
TDAH, seu diagnóstico e tratamento têm sido controversos desde os anos 1970. As controvérsias envolvem médicos, professores, legisladores, pais e a mídia. As posições variam desde a visão de que o TDAH está dentro da faixa normal de comportamento até a hipótese de que o TDAH é uma condição genética. Outras áreas de controvérsia incluem o uso de medicamentos estimulantes em crianças, o método de diagnóstico e a possibilidade de sobrediagnóstico. Em 2012, o Instituto Nacional de Excelência em Saúde e Assistência, embora reconheça a controvérsia, afirma que as terapias e métodos de diagnóstico atuais são baseados na visão dominante da literatura acadêmica. Em 2014, Keith Conners, um dos primeiros defensores do reconhecimento do transtorno, falou contra o sobrediagnóstico em um artigo do New York Times. Em contraste, uma revisão da literatura médica revisada por pares em 2014 indicou que o TDAH é subdiagnosticado em adultos.
Com taxas de diagnóstico amplamente diferentes entre países, estados dentro de países, raças e etnias, alguns fatores suspeitos outros, além da presença dos sintomas de TDAH, estão desempenhando um papel no diagnóstico. Alguns sociólogos consideram o TDAH um exemplo da medicalização do comportamento desviante, ou seja, a transformação da questão anteriormente não médica do desempenho escolar em uma questão médica. A maioria dos profissionais de saúde aceita o TDAH como um transtorno genuíno, pelo menos no pequeno número de pessoas com sintomas graves. Entre os profissionais de saúde, o debate se concentra principalmente no diagnóstico e na terapia em um número muito maior de pessoas com sintomas menos graves.
Em 2009, 8% de todos os jogadores da Liga Principal de Beisebol dos Estados Unidos haviam sido diagnosticados com TDAH, tornando o transtorno comum entre essa população. O aumento coincidiu com a proibição de estimulantes da Liga em 2006, o que levantou a preocupação de que alguns jogadores estejam imitando ou falsificando os sintomas ou a história de TDAH para contornar a proibição do uso de estimulantes no esporte.

### Diagnóstico de esquizofrenia
Questões subjacentes associadas à esquizofrenia seriam mais bem tratadas como um espectro de condições ou como dimensões individuais ao longo das quais todos variam, em vez de uma categoria de diagnóstico baseada em um corte arbitrário entre normal e doente. Essa abordagem parece consistente com pesquisas sobre esquizotipia e com uma prevalência relativamente alta de experiências psicóticas, principalmente crenças delirantes não angustiantes, entre o público em geral. Em concordância com essa observação, o psicólogo Edgar Jones e os psiquiatras Tony David e Nassir Ghaemi, pesquisando a literatura existente sobre delírios, apontaram que a consistência e a integridade da definição de delusão foram consideradas insuficientes por muitos; delírios não são necessariamente fixos nem falsos e não precisam envolver a presença de evidências incontroversas.
Nancy Andreasen criticou os critérios do DSM-IV e do CID-10 para sacrificar a validade diagnóstica em prol de melhorar artificialmente a confiabilidade. Ela argumenta que a ênfase exagerada na psicose nos critérios diagnósticos, ao mesmo tempo que melhora a confiabilidade do diagnóstico, ignora os comprometimentos cognitivos mais fundamentais que são mais difíceis de avaliar devido a grandes variações na apresentação. Essa visão é apoiada por outros psiquiatras. Na mesma linha, Ming Tsuang e colegas argumentam que os sintomas psicóticos podem ser um estado final comum em uma variedade de transtornos, incluindo a esquizofrenia, em vez de um reflexo da etiologia específica da esquizofrenia, e alertam que há pouca base para se referir ao DSM definição operacional como o constructo "verdadeiro" da esquizofrenia. O neuropsicólogo Michael Foster Green foi além ao sugerir que a presença de déficits neurocognitivos específicos pode ser usada para construir fenótipos que são alternativas àqueles que são puramente baseados em sintomas. Esses déficits assumem a forma de redução ou prejuízo nas funções psicológicas básicas, como memória, atenção, funções executivas e solução de problemas.
A exclusão de componentes afetivos dos critérios para esquizofrenia, apesar de sua onipresença em ambientes clínicos, também causou controvérsia. Essa exclusão no DSM resultou em um transtorno separado "bastante complicado" - transtorno esquizoafetivo. Citando a baixa confiabilidade entre avaliadores, alguns psiquiatras contestaram totalmente o conceito de transtorno esquizoafetivo como uma entidade separada. A distinção categórica entre transtornos de humor e esquizofrenia, conhecida como dicotomia kraepeliniana, também foi contestada por dados de epidemiologia genética.

## Movimento de sobreviventes psiquiátricos
O movimento de Sobreviventes da Psiquiatria surgiu do fermento dos direitos civis do final dos anos 1960 e início dos anos 1970 e das histórias pessoais de abuso psiquiátrico experimentado por alguns ex-pacientes, em vez do discurso intradisciplinar da antipsiquiatria. O texto-chave no desenvolvimento intelectual do movimento dos sobreviventes, pelo menos nos EUA, foi o texto de Judi Chamberlin de 1978, On Our Own: Patient Controlled Alternatives to the Mental Health System. Chamberlin era um ex-paciente e co-fundador da Frente de Libertação de pacientes Mentais. Coalescendo em torno do boletim informativo de ex-pacientes Dendron, no final de 1988, líderes de vários dos principais grupos de sobreviventes psiquiátricos nacionais e populares sentiram que uma coalizão independente de direitos humanos focada em problemas no sistema de saúde mental era necessária. Naquele ano, foi formada a Support Coalition International (SCI). A primeira ação pública da SCI foi encenar uma contra-conferência e protesto na cidade de Nova York, em maio de 1990, ao mesmo tempo (e diretamente fora) da reunião anual da American Psychiatric Association. Em 2005, o SCI mudou seu nome para Mind Freedom International com David W. Oaks como seu diretor.